# Condado de Fairfield (Connecticut)
O Condado de Fairfield (em inglês:  Fairfield County) é um dos 8 condados do estado americano do Connecticut. Como todos os condados do estado, o condado de Fairfield não possui função administrativa, nem uma sede de condado. Foi fundado em 1666. O condado de Fairfield fica na area metropolitana de Nova Iorque e conta com o Aeroporto Memorial Sikorsky.
O condado possui uma área de 2 168 km², dos quais 1 618 km² estão cobertos por terra e 549 km² por água, uma população de 916 829 habitantes, e uma densidade populacional de 566,5 hab/km² (segundo o censo nacional de 2010). É o condado mais populoso do Connecticut. Sua cidade mais populosa é Bridgeport.